# Stazione di Isohara
La stazione di Isohara (磯原駅?, Isohara-eki) è la stazione ferroviaria della città di Kitaibaraki, nella prefettura di Ibaraki, in Giappone ed è gestita dalla East Japan Railway Company.

## Linee e servizi
JR East
■ Linea Jōban
La stazione di Isohara si trova sulla linea Jōban a 171,6 km dal punto di partenza della linea, ossia dalla stazione di Nippori.

## Struttura
La stazione ha due marciapiedi laterali sopraelevati e il fabbricato della stazione stessa si trova al loro livello; la connessione tra i due è costituita da una passerella a cavallo dei due binari passanti in superficie. La melodia di partenza di questa stazione è la popolare canzone per bambini giapponese Nanatsu no ko.
| 1 | ■ Linea Jōban | per Hitachi, Mito e Ueno |
| 2 | ■ Linea Jōban | per Iwaki                |

## Stazioni adiacenti
| «             | Servizio    | »           |
| Linea Jōban   | Linea Jōban | Linea Jōban |
| ------------- | ----------- | ----------- |
| Minami-Nakagō | -           | Ōtsukō      |